# Зенківка

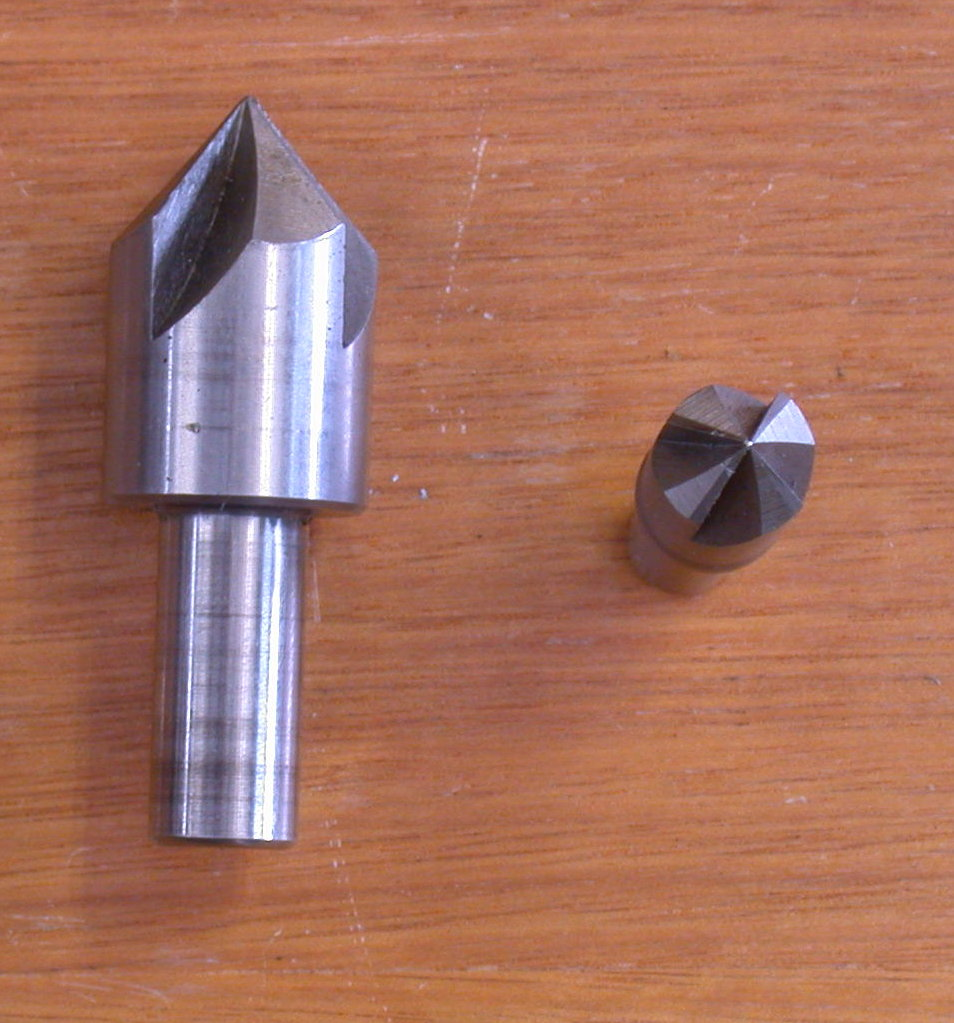
Зенківка

А — свердління; В — розточування; С — розвірчування; D — зенкерування; E,F — торцеве зенкування (цекування); G — зенкування; H — нарізання різі

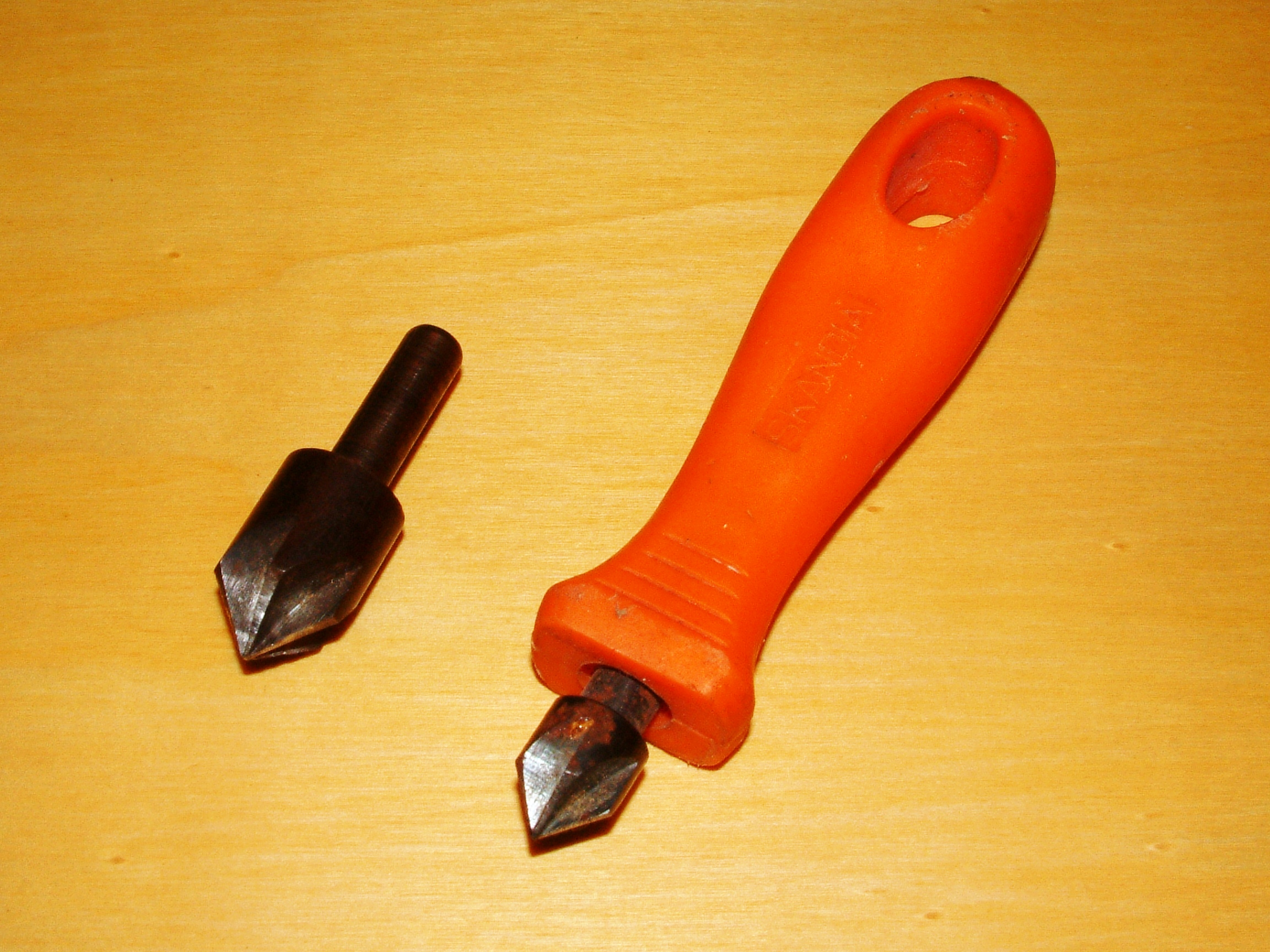
Ручна зенківка

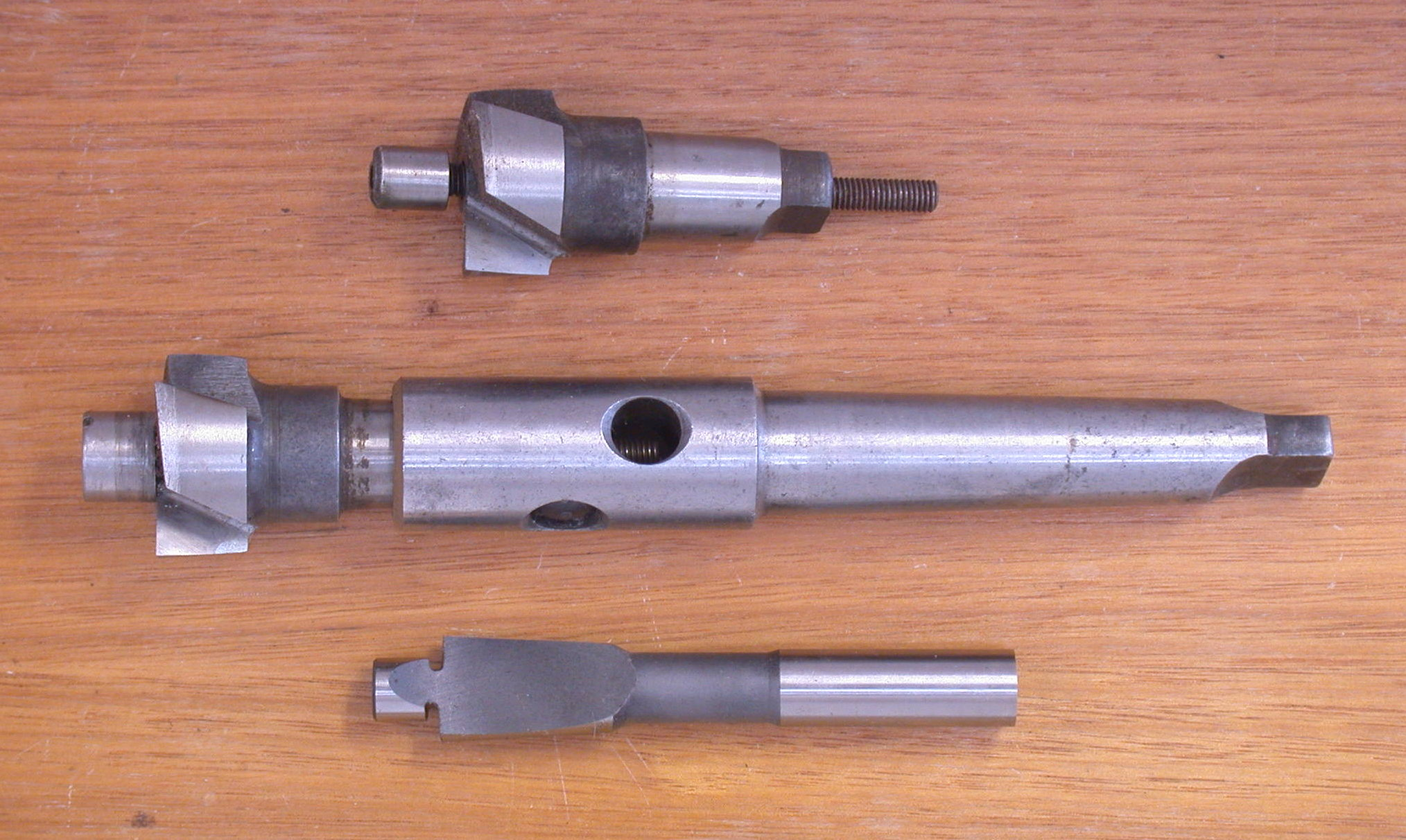
Торцеві зенківки (цековки)

Зенкі́вка — багатолезовий різальний інструмент для обробляння вхідної частини отворів в деталях з метою отримання конічних або циліндричних заглибин, опорних площин навколо отворів або знімання фасок центрових отворів. Застосовують для додаткового обробляння просвердлених отворів під головки болтів, кріпильних гвинтів та заклепок за ГОСТ 12876-67.
За ДСТУ 2233-93: зенківка — осьовий різальний інструмент для підвищення точності форми отвору та збільшення його діаметра.
Зенківки опорних площин часто називають цеківками, а обробку поверхонь цим інструментом — цекуванням.
Зенкування — процес обробки за допомогою зенківки вхідної частини отвору в деталі для утворення гнізд під потаємні голівки кріпильних елементів (заклепок, болтів, гвинтів).

## Види зенківок
Зенківки складаються з робочої частини і хвостовика. Для забезпечення співвісності отвору і заглибини, виконаної зенківкою, можуть мати напрямну цапфу. Цеківки використовуються для зачищання торцевих поверхонь бобишок під шайби, опірні кільця чи гайки.
За формою різальної частини зенківки поділяються на:
- Циліндричні. Конструкція циліндричних зенківок визначається ГОСТ 15599-70. Існує 4 типи циліндричних зенківок:
  - з суцільними напрямною цапфою і циліндричним хвостовиком;
  - зі змінною напрямною цапфою і конічним хвостовиком;
  - насадні;
  - зі змінною напрямною цапфою і хвостовиком під штифтовий замок.
- Конічні. За ГОСТ 14953-80[3] існує сім типів конічних зенківок:
  - центрувальні для центрових отворів 60°;
  - центрувальні для центрових отворів 60° без запобіжного конуса;
  - центрувальні для центрових отворів 60° із запобіжним конусом 120°;
  - центрувальні для центрових отворів 75° без запобіжного конуса;
  - для центрових отворів 60° з конічним хвостовиком;
  - для центрових отворів 75° з конічним хвостовиком;
  - для центрових отворів 120° з конічним хвостовиком.
- Торцеві (цековки)[4].

## Особливості виготовлення
Зенківки виготовляють із швидкорізальних сталей. Зенківки з конічними хвостовиками виготовляють зварними: робоча частина — із швидкорізальної сталі, хвостовик — із конструкційної сталі марки 45 або 45Х. Твердість робочої частини зенківок діаметром до 3,15 мм HRC 61…64, більших діаметрів — HRC 62…65.
Биття різальних кромок зенківок з конічним хвостовиком не повинно перевищувати 0,05 мм, інших — 0,03 мм (для d < 3,15 мм) чи 0,04 мм (для d > 3,15 мм).
Передні кути зенківок усіх типів дорівнюють нулю, задні кути —  близько 12°.